# Molophilus stroblianus
Molophilus stroblianus là một loài ruồi trong họ Limoniidae. Chúng phân bố ở miền Cổ bắc.